# Frederick A. Thomson
Frederick A. Thompson (Montréal, 7 agosto 1869 – Hollywood, 23 gennaio 1925) è stato un regista, attore e sceneggiatore canadese, che lavorò negli Stati Uniti negli anni dieci e venti del Novecento. Era soprannominato Bing.

## Biografia
Nato in Canada, nel Québec, si trasferì negli Stati Uniti dove intraprese la carriera di regista alla Vitagraph. Nella sua carriera, Thompson diresse più di ottanta pellicole. Lavorò saltuariamente anche come attore (appare in quattro film), come sceneggiatore (ne firmò due) e in un filmato d'archivio, il documentario Movie Memories del 1934.

### Morte
Nel 1925, Frederick A. Thomson morì a 55 anni a Hollywood a causa di problemi cardiaci.

## Filmografia
La filmografia - secondo IMDb - è completa

### Regista
- Kitty and the Cowboys - cortometraggio (1911)
- The Gossip - cortometraggio (1911)
- Their Charming Mama (1911)
- The Ventriloquist's Trunk (1911)
- A Millionaire for a Day (1912)
- A Piece of Ambergris
- The Staff of Age
- The Maid's Stratagem
- Who's to Win?
- The Cross Roads (1912)
- The Indian Mutiny (1912)
- An Elephant on Their Hands (1912)
- In the Furnace Fire (1912)
- In the Garden Fair (1912)
- The Absent-Minded Valet
- Doctor Bridget
- All for a Girl (1912)
- Who Stole Bunny's Umbrella?
- Freckles (1912)
- Mr. Bolter's Niece
- Three Black Bags
- Ma's Apron Strings
- The Volunteer Strike Breakers
- The Elephant's Toilet
- Stenographer Troubles
- Buttercups (1913)
- The Man Higher Up (1913)
- Mr. Ford's Temper
- The Locket; or, When She Was Twenty
- Suspicious Henry
- Hubby Buys a Baby
- He Waited
- His Honor, the Mayor
- The Wonderful Statue
- Bingles Mends the Clock
- The Amateur Lion Tamer
- Tricks of the Trade (1913)
- Wild Beasts at Large
- The Drop of Blood - cortometraggio (1913)
- The Lion's Bride (1913)
- Bingles and the Cabaret
- An Error in Kidnapping
- The Troublesome Daughters
- Father and Son: or, The Curse of the Golden Land
- The Lady and the Glove
- The Tiger (1913)
- Their Mutual Friend (1913)
- The Fruits of Vengeance - cortometraggio (1913)
- Daniel (1913)
- The Right Man (1913)
- The Whimsical Threads of Destiny
- Betty in the Lions' Den
- Love's Sunset
- In the Old Attic
- The Hero (1914)
- The Mischief Maker (1914)
- The Christian (1914)
- The Redemption of David Corson (1914)
- The Spitfire, co-regia di Edwin S. Porter (1914)
- Warfare in the Skies
- The Spirit of the Poppy
- The Sign of the Cross (1914)
- The Goose Girl (1915)
- The Country Boy
- The Model
- After Dark (1915)
- The Wonderful Adventure
- Her Mother's Secret (1915)
- A Parisian Romance
- Nearly a King (1916)
- The Saleslady (1916)
- The Feud Girl (1916)
- The Chattel
- An Enemy to the King
- The Man of Mystery
- Danger Trail (1917)
- How Could You, Caroline? (1918)
- Wild Primrose
- A Nymph of the Foothills
- The Mating (1918)
- The Key to Power
- The Sport of Kings (1920)
- The Marriage Pit
- Heidi
- Neighbor Nelly
- The Heart Line

### Sceneggiatore
- A Millionaire for a Day, regia di Frederick A. Thomson
- The Redemption of David Corson, regia di Frederick A. Thomson (1916)
- Warfare in the Skies

### Attore
- The Three Brothers (1911)
- The Hero di Frederick A. Thomson (1914)
- The Eye of Envy, regia di Harrish Ingraham (1917)
- A Tailor-Made Man

### Filmato d'archivio
- Movie Memories, regia di (non accreditato) Ralph Staub - sé stesso (1934)